# 강인섭
강인섭(姜仁燮, 1936년 8월 20일 ~ 2016년 3월 20일)은 대한민국의 정치인이다. 제14·16대 국회의원을 지냈다. 종교는 개신교이다.

## 학력
- 남성고등학교 졸업
- 한국외국어대학교 불어학과 학사 졸업

## 경력
- 프랑스파리제2대학교신문학연구
- 동아일보 신춘문예시 신록 당선
- 동아일보공채입사
- 동아일보워싱턴특파원,논설위원
- 관훈클럽 총무
- 통일민주당 부총재
- 대통령비서실 정무수석비서관
- 남성고, 한국외대 총동문회 회장
- 해외교포문제연구소 제6대 이사장
- 호남대학 겸임교수
- 한나라당 서울시지부위원장
- 부안사태 국회진상조사단 단장
- 국회 과거사 진상규명위원회 위원장
- 헌정회 운영위원회 부의장

## 역대 선거 결과
|  | 38.5% |

|  | 35.73% |

|  | 43.45% |

|  | 34.45% |

|  | 9.36% |

## 가족 관계
- 배우자 : 서영자
  - 아들 : 강홍석
  - 딸 : 강민정

## 같이 보기
- 대한민국 제14대 국회의원 선거 민주자유당 후보 목록#전국구
- 은평구 갑
- 서울 은평구의 국회의원
- 대한민국의 대통령비서실 수석비서관